# Martín Hernández (Schauspieler)
Martín Alejandro Hernández Méndez (* 19. Januar 1992 in Guadalajara, Jalisco) ist ein mexikanischer Schauspieler.

## Filmografie
- 2001: Das Rückgrat des Teufels (El Espinazo del diablo)
- 2008:	Dirty Tricks